# 아프리카 기갑군
아프리카 기갑군은 북아프리카에 주둔중인 독일군 이탈리아군의 합동을 위한 창설된 아프리카 기갑군이다. 1941년 8월 아프리카 기갑 집단을 창설하여 투브루크 공방전 크루세이더 작전에 참전 했다.
그러나 아프리카 기갑 집단은 패배 당하면서 1942년 1월에는 아프리카 기갑군을 창설했다. 가잘라 전투 메르사마트루 전투에서 영국군으로부터 승리 했지만 제1차 엘 알라메인 전투 알람 엘 할파 전투에서 패배를 당했다.
1942년 10월 제2차 엘 알라메인 전투 당시 독일 - 이탈리아 기갑군을 창설 했으나 엘 알라메인에서 완전 패배를 당해 리비아로 걸쳐 튀니지로 퇴각했다.
튀니지 전역중 카세린 협곡 전투에서 참전 했지만 미군 2군단 상대로 전투를 벌이는데 승리 했다.
1943년 2월 카세린 전투 이후 아프리카 집단군이 창설되면서 독일 - 이탈리아 기갑군을 1군으로 변경되어 조반니 메세가 담당하여 참전 했지만 1943년 5월에는 항복 하면서 해체되었다.

## 전투 편성
아프리카 기갑 집단
1941년 9월
- 아프리카 군단
- 제10군단 (이탈리아)
- 제21군단 (이탈리아)
- 제55보병사단 (이탈리아) (사보나)

아프리카 기갑군
1942년 1월
- 아프리카 군단
- 제10군단
- 제21군단
- 제90경사단
- 제55보병사단 사보나

1942년 4월
- 아프리카 군단
- 제10군단
- 제 20 차량화군단
- 제21군단
- 90 경보병 사단
- 제55보병사단 사보나

1942년 8월
- 아프리카 군단
- 제10군단
- 제 20 차량화군단
- 제21군단
- 제133기갑사단 (이탈리아)

독일 - 아프리카 기갑군
1942년 11월
- 아프리카 군단
- 제10군단
- 제 20 차량화군단
- 제21군단
- 90 경보병 사단
- 제136보병사단 (이탈리아)
- 제17보병사단 (이탈리아)

1943년 2월
- 아프리카 군단
- 제 20 차량화군단
- 제21군단
- 독일 164 보병사단
- 람케 강하엽병여단

## 같이 보기
- 독일 국방군의 군 목록